# Rasul Garmsiri
Rasul Garmsiri (pers. رسول گرمسیری ;ur. 17 lipca 1993) – irański zapaśnik walczący w stylu klasycznym. Mistrz Azji w 2022 i drugi w 2024. Brązowy medalista na akademickich MŚ w 2016. Piąty na igrzyskach Solidarności Islamskiej w 2017. Trzeci w Pucharze Świata w 2017 roku.